# Półmaraton Warszawski
Półmaraton Warszawski – impreza biegowa odbywająca się corocznie od 2006 r. na terenie Warszawy. Organizatorem jest Fundacja „Maraton Warszawski”.
Do 2011 r. sponsorem tytularnym imprezy był Carrefour. 25 marca 2012 r. w ramach 7. Półmaratonu Warszawskiego zostały rozegrane mistrzostwa Polski kobiet w półmaratonie.

## Rezultaty
| Nr  | Data             | Ukończyło                                  | Zwycięzca                                  | Kraj                                       | Czas                                       | Zwyciężczyni                               | Kraj                                       | Czas                                       |                                            |
| --- | ---------------- | ------------------------------------------ | ------------------------------------------ | ------------------------------------------ | ------------------------------------------ | ------------------------------------------ | ------------------------------------------ | ------------------------------------------ | ------------------------------------------ |
| 1.  | 26 marca 2006    | 1066                                       | Michael Karonei                            | Kenia                                      | 1:04:12                                    | Małgorzata Jamróz                          | Polska                                     | 1:14:47                                    |                                            |
| 2.  | 25 marca 2007    | 1606                                       | Michael Karonei                            | Kenia                                      | 1:03:25                                    | Justyna Bąk                                | Polska                                     | 1:12:14                                    |                                            |
| 3.  | 30 marca 2008    | 2371                                       | Michael Karonei                            | Kenia                                      | 1:02:49                                    | Mare Dibaba                                | Etiopia                                    | 1:11:24                                    |                                            |
| 4.  | 29 marca 2009    | 3942                                       | Michael Karonei                            | Kenia                                      | 1:04:21                                    | Małgorzata Sobańska                        | Polska                                     | 1:13:13                                    |                                            |
| 5.  | 28 marca 2010    | 3529                                       | Boniface Nduva                             | Kenia                                      | 1:02:54                                    | Karolina Jarzyńska                         | Polska                                     | 1:11:57                                    |                                            |
| 6.  | 27 marca 2011    | 4700                                       | Sammy Kigen                                | Kenia                                      | 1:01:18                                    | Katarzyna Kowalska                         | Polska                                     | 1:11:27                                    |                                            |
| 7.  | 25 marca 2012    | 7174                                       | Arkadiusz Gardzielewski                    | Polska                                     | 1:03:30                                    | Wolha Mazurenok                            | Białoruś                                   | 1:14:25                                    |                                            |
| 8.  | 24 marca 2013    | 10 077                                     | Martin Mukule                              | Kenia                                      | 1:02:49                                    | Olga Kalendarowa-Ochal                     | Polska                                     | 1:14:04                                    |                                            |
| 9.  | 30 marca 2014    | 11 124                                     | Victor Kipchirchir                         | Kenia                                      | 1:00:48                                    | Poline Wanjiku Njeru                       | Kenia                                      | 1:09:06                                    |                                            |
| 10. | 29 marca 2015    | 12 957                                     | Limo Kiprop                                | Kenia                                      | 1:00:52                                    | Amane Beriso                               | Etiopia                                    | 1:10:54                                    |                                            |
| 11. | 3 kwietnia 2016  | 12 735                                     | Daniel Muimbi Muteti                       | Kenia                                      | 1:02:14                                    | Lekapana Perendis                          | Kenia                                      | 1:10:41                                    |                                            |
| 12. | 26 marca 2017    | 12 180                                     | John Lotiang                               | Kenia                                      | 1:01:12                                    | Ayantu Gemechu Abdi                        | Etiopia                                    | 1:10:26                                    |                                            |
| 13. | 25 marca 2018    | 12 469                                     | Sang Ezrah Kiprotich                       | Kenia                                      | 1:01:37                                    | Polline Wanjiku Njeru                      | Kenia                                      | 1:10:01                                    |                                            |
| 14. | 31 marca 2019    | 12 761                                     | Gilbert Masai                              | Kenia                                      | 1:01:43                                    | Gladys Jeptepkeny                          | Kenia                                      | 1:10:19                                    |                                            |
| -   | 2020             | Zawody odwołane z powodu pandemii COVID-19 | Zawody odwołane z powodu pandemii COVID-19 | Zawody odwołane z powodu pandemii COVID-19 | Zawody odwołane z powodu pandemii COVID-19 | Zawody odwołane z powodu pandemii COVID-19 | Zawody odwołane z powodu pandemii COVID-19 | Zawody odwołane z powodu pandemii COVID-19 | Zawody odwołane z powodu pandemii COVID-19 |
| 15. | 26 września 2021 | 4536                                       | Bohdan Semenowycz                          | Ukraina                                    | 1:04:28                                    | Wałentyna Warećka                          | Ukraina                                    | 1:17:14                                    |                                            |
| 16. | 27 marca 2022    | 7347                                       | Emanuel Giniki Gisamoda                    | Tanzania                                   | 1:00:29                                    | Tiruye Mesfin Aman                         | Etiopia                                    | 1:08:55                                    |                                            |
| 17. | 26 marca 2023    | 9991                                       | Abraham Kasongwor Akopesha                 | Kenia                                      | 1:00:55                                    | Aminet Abde                                | Etiopia                                    | 1:07:08                                    |                                            |
| 18. | 24 marca 2024    | 13422                                      | Dorian Boulvin                             | Belgia                                     | 1:01:58                                    | Fabienne Koenigstein                       | Niemcy                                     | 1:09:46                                    |                                            |